# Dorota Simonides

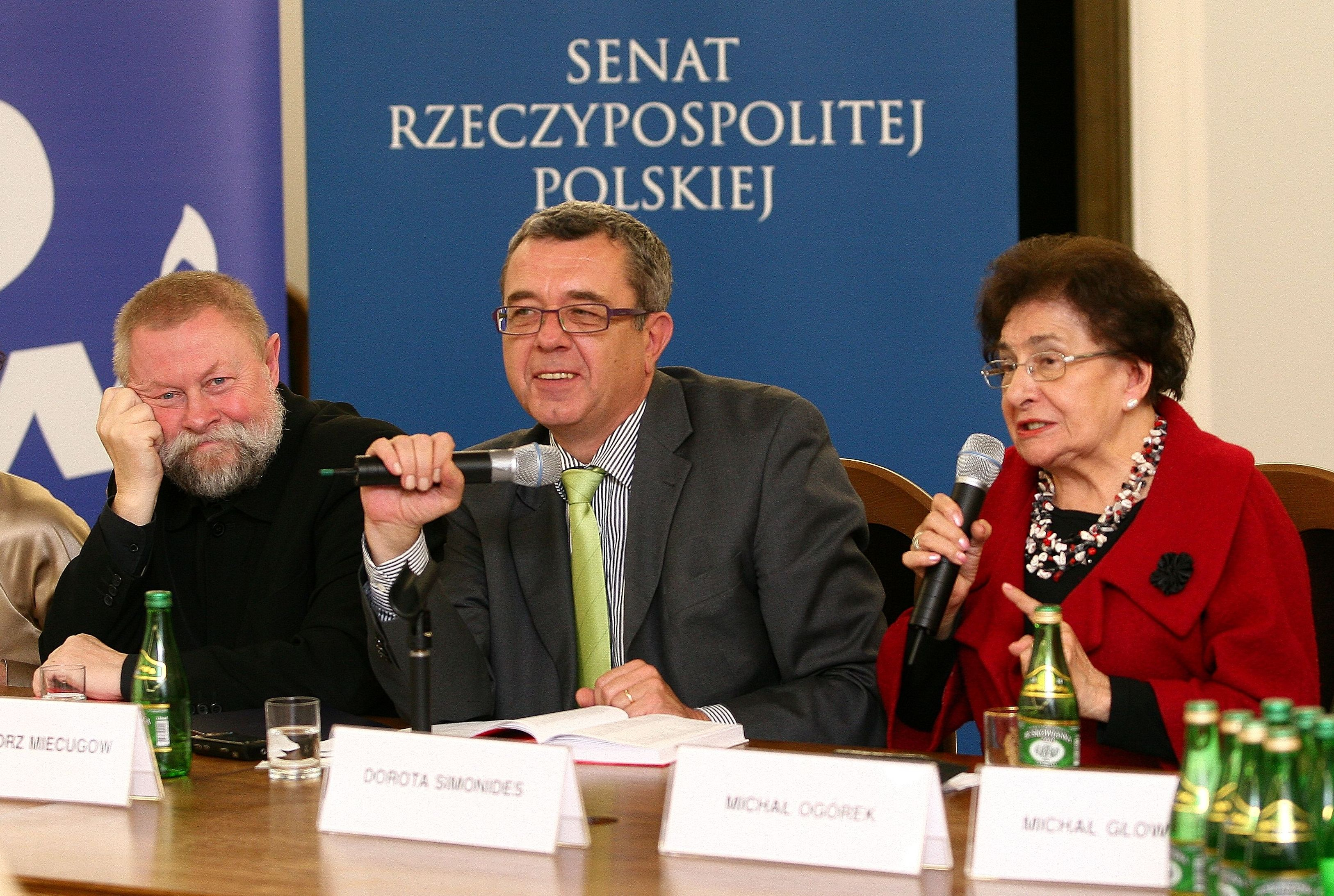
Jerzy Bralczyk, Grzegorz Miecugow i Dorota Simonides podczas panelu dyskusyjnego Język polskiej polityki po 1989 roku w Senacie RP (2009)

Dorota Elżbieta Simonides z domu Badura (ur. 19 listopada 1928 w Janowie) – polska folklorystka, wykładowczyni akademicka, polityk, profesor nauk humanistycznych, posłanka na Sejm PRL VIII kadencji, w latach 1990–2005 senator I, II, III, IV i V kadencji oraz prezes Polskiego Towarzystwa Ludoznawczego (1999–2005).

## Życiorys

### Działalność naukowa
Ukończyła w 1955 studia na Wydziale Humanistycznym Uniwersytetu Wrocławskiego. W 1962 uzyskała stopień doktora nauk humanistycznych. Habilitowała się w 1970 na Uniwersytecie im. Adama Mickiewicza. W 1977 otrzymała tytuł profesora nadzwyczajnego, a w 1985 została profesorem zwyczajnym. W latach 1974–1992 była profesorem na UWr. Przez około 30 lat kierowała Katedrą Folklorystyki Uniwersytetu Opolskiego. Współpracowała przy aktualizacji katalogu Arnee-Thompsona z 2004 (Hans-Jörg Uther, The Types of International Folktales. A Classification and Bibliography).

### Działalność polityczna i społeczna
W latach 1980–1985 pełniła mandat posłanki VIII kadencji Sejmu PRL, do 1984 należała do klubu parlamentarnego Stronnictwa Demokratycznego. Razem z m.in. Hanną Suchocką i Janem Janowskim głosowała przeciwko delegalizacji „Solidarności”, do której przystąpiła w 1980. W 1984 odeszła z SD wraz z Hanną Suchocką i Zbigniewem Kledeckim.
W latach 1990–2005 reprezentowała województwo i okręg opolski w Senacie I, II, III, IV i V kadencji. Pierwszy raz została wybrana w 1990 w wyborach uzupełniających po śmierci Edmunda Osmańczyka, z którym wcześniej przez wiele lat współpracowała. Skutecznie ubiegała się o reelekcję w 1991 i 1993 (z rekomendacji Unii Demokratycznej), w 1997 (z ramienia Unii Wolności) i w 2001 (z listy komitetu Blok Senat 2001). W 2005 wsparła powołanie Partii Demokratycznej i zasiadała w kole senatorskim demokraci.pl. W wyborach parlamentarnych w tym samym roku nie ubiegała się o reelekcję.
Została jurorem konkursu Po naszymu, czyli po śląsku. Działaczka Polskiego Towarzystwa Ludoznawczego (w latach 1999–2005 prezes tej organizacji).

## Życie prywatne
Córka Alberta i Rozalii. Była zamężna z Jerzym Simonidesem (zm. 2025).

## Odznaczenia i wyróżnienia
W 2013 prezydent Bronisław Komorowski odznaczył ją Krzyżem Komandorskim Orderu Odrodzenia Polski.
W 2001 uhonorowana Krzyżem Wielkim Orderu Zasługi Republiki Federalnej Niemiec, nadanym za wkład w pojednanie polsko-niemieckie. W 1975 otrzymała Medal 30-lecia Polski Ludowej, a w 2007 Srebrny Medal „Zasłużony Kulturze Gloria Artis”.
W 2008 Uniwersytet Opolski przyznał jej tytuł doktora honoris causa. W 2008 otrzymała również tytuł honorowego obywatela województwa opolskiego.
W 1987 została laureatką Nagrody im. Karola Miarki, a w 1997 Nagrody im. Wojciecha Korfantego przyznanej przez Związek Górnośląski. W 2002 otrzymała Medal „Zasłużony dla Tolerancji”, a w 2008 tytuł „Ambasadora Polszczyzny Regionalnej”.
Metropolita katowicki w 2020 przyznał jej nagrodę „Lux ex Silesia”.

## Publikacje
- Współczesna śląska proza ludowa, Opole 1969
- Powstania śląskie we współczesnych opowiadaniach ludowych, Opole 1972
- Z problemów socjologii folkloru, Opole 1977
- Kumotry diobła. Opowieści ludowe Śląska Opolskiego, Warszawa 1977
- Folklor Górnego Śląska (red.), Katowice 1989
- Bery śmieszne i ucieszne. Humor śląski, Opole 2008
- Opolskie legendy i bajki, Opole 2008
- Dlaczego drzewa przestały mówić? Ludowa wizja świata, Opole 2010
- Szczęście w garści. Z familoka w szeroki świat, Opole 2012
- Śląski horror o diabłach, skarbnikach, utopcach i innych strachach, Opole 2013

Jest także encyklopedystką; opracowała hasła związane z literaturą na Śląsku w polskiej encyklopedii literackiej Literatura polska. Przewodnik encyklopedyczny (m.in. hasło Juliusz Roger).